# Fiat SPA T40
Pour le tracteur d'artillerie, voir Fiat SPA TM 40.
Le Fiat SPA T40 est un camion construit spécifiquement sur réquisition de l'armée allemande, la Wehrmacht, en 1944 et 1945. 

## Histoire
Tout commence avec un appel d'offres lancé en 1937 par le Regio Esercito qui voulait remplacer ses tracteurs lourds d'artillerie de 5 tonnes. Le projet présenté par le constructeur italien SPA, une société appartenant au groupe Fiat spécialisée dans la production de camions et matériel militaire, fut présenté en 1938 et participa aux essais de qualification avec les modèles présentés par Alfa Romeo, Breda et Lancia V.I.. Ce véhicule sera déclaré vainqueur et retenu par l'armée. Pour sa mise en production qui ne sera effective qu'en 1941, quelques modifications furent apportées. 
Le Regio Esercito utilisa le TM40 pour tracter les éléments d'artillerie de 149 mm et des éléments de lutte anti-aérienne ainsi que pour le déplacement des chars d'assaut M14/41. Un lot de 153 exemplaires a été fabriqué en 1944 pour la Wehrmacht.

## Le FIAT SPA T40
Vu les résultats très satisfaisants obtenus par la Wehrmacht dans l'utilisation de TM40, l'armée nazie décida de commander au constructeur italien un modèle de camion dérivé du tracteur d'artillerie TM40. Ce camion fut baptisé T40.

### Caractéristiques Techniques du camion FIAT SPA T40
Le T40 était directement dérivé du TM40 avec le même châssis composé de longerons longitudinaux en C, réunis avec des traverses de raidissement. Il comportait deux essieux. Les roues, en acier à rayons, de très grand diamètre étaient toutes directrices et motrices. Elles bénéficiaient de suspensions indépendantes. 
Le moteur était un diesel Fiat type 366, 6 cylindres en ligne de 9 365 cm3, développant 105 Ch à 1.700 tours par minute. La boîte de vitesses comportait 5 rapports avant et un arrière, avec un embrayage bi-disque et un différentiel central avec blocage manuel.
La cabine, par contre, sera une fourniture spécifique allemande, une cabine avancée en bois "Einheits" en bois avec deux places. La caisse arrière, en bois également, offrait une charge utile de 2,5 tonnes. 
Comme à son habitude, Fiat n'a jamais communiqué le nombre exact de camions de quelque type que ce soit livrés aux armées étrangères. Il semble, d'après la littérature allemande, que 150 exemplaires aient été mis en service en 1944 mais aucune indication n'est disponible sur les livraisons suivantes.